# واين دانيال
واين دانيال (16 يناير 1956 بباربادوس - ) (بالإنجليزية: Wayne Daniel)‏ هو لاعب كريكت باربادوسي. شارك في كأس العالم للكريكيت 1983 ‏. وشارك مع منتخب الهند الغربية للكريكت ومنتخب باربادوس الوطني للكريكت. أما مع النوادي، فقد لعب مع نادي مقاطعة ميدلسكس للكريكت ‏ وفريق غرب أستراليا للكريكت ‏.

## وصلات خارجية
- واين دانيال على موقع إي آس بي آن كريك إنفو (الإنجليزية)